# Belén Bermejo
Belén Bermejo Meléndez (Madrid, 5 de septiembre de 1969-, 27 de junio de 2020) fue una editora y fotógrafa española.

## Trayectoria
Su abuelo, pintor nacido en Zaragoza, trabajó en el Metro de Madrid y lo echaron en la guerra civil por «rojo» (de izquierdas). Su abuela nació en Burgos y a los 14 años fue a Madrid a servir en casas de ricos. 
Su madre era maestra y su padre era originario de San Juan del Monte, en Burgos. Bermejo nació en Madrid, pero sus primeros años transcurrieron en Aranda de Duero, donde su madre ejercía. Sus primeros estudios los realizó en el colegio de las Dominicas, y tras el traslado de la familia a Madrid, asistió al Ramiro de Maeztu, al que siempre se sintió vinculada.Estudió Filología Hispánica en la Universidad Autónoma de Madrid, y en el doctorado preparó una tesis doctoral sobre Benito Pérez Galdós, que no terminó.
Durante dos años impartió clases de español en el Dartmouth College, Hanover, New Hampshire, Estados Unidos.
o se dedicó a la escritura:

‘Hay que saber lo que tirar, lo que no vale para nada, lo que no vale ni siquiera para conservar como recuerdo. Y hay que saber también que si uno no tiene talento para escribir, no hay que dedicarse a ello.‘
Belén Bermejo

### Labor como editora
Siempre quiso dedicarse al mundo editorial y empezó a trabajar como editora en el año 2000 editando un libro de historia de Javier Tussell.
Definía al editor como:

‘una persona cuyo oficio consiste en aprovecharse del talento ajeno. Una de las virtudes que yo considero obligada en un editor es la discreción. Otra, el fair play. Mi parte favorita del proceso de edición es el trabajo mano a mano con el autor, poder asistir desde la primera fila a la creación de un libro‘
Belén Bermejo

Trabajó para la Editorial Espasa, donde editaba obras de narrativa y de poesía.
Impulsó la colección de poesía y entre otros editó los poemas de Luis Eduardo Aute y el libro de poemas Reanudación de las hostilidades de Nacho Vegas.
Editó a Luis Sepúlveda, Juan Tallón, Inés Martín Rodrigo, Xoel López, Julián Hernández, Violeta Molina, David Trías, Bárbara Azaola, Luis Magrinyà y Miguel Munárriz.
Estaba especialmente orgullosa de haber editado en 2018 El lenguaje de los bosques de Hasier Larretxea.
El periodista Carlos del Amor tenía un blog llamado «Historias mínimas». Belén pensó que escribía muy bien y tenía cosas que contar y le pidió que escribiera un libro y así comenzó su carrera literaria con la publicación de su primer libro de cuentos, titulado La vida a veces, una colección de veinticinco textos que hacen hincapié en lo cotidiano.
La última novela que publicó fue La otra isla de Silvia Herreros de Tejada.

### Obra propia
En 1999 y años posteriores, publicó, en solitario y en colaboración con José Calles Vales,  una serie de libros de recopilatorios de literatura popular, citas, refranes, adivinanzas, jergas, etc., editados por LIBSA.
Fue una gran aficionada a la fotografía:

‘Es mi manera de expresar el mundo, lo que me rodea, lo que veo, lo que encuentro y lo que me llama la atención; seguramente, el refugio diario de mis obsesiones‘
Belén Bermejo

Berta Noi de Ediciones B y Gonzalo Eltes de Plan B. le propusieron hacer un libro de fotos y en 2019 publicó el libro Microgeografía de Madrid, editado por Plan B, de Penguin Random House. Acompañó las fotografías con pequeños textos del mapa del abandono de zonas despojadas de su uso habitual. Abundan las fotografías de puertas, ventanas, buzones, adoquines o charcos.
Los beneficios del libro se destinaron al servicio de Oncología del Hospital de la Princesa que la trataba de un cáncer diagnosticado en 2017.

### Otras actividades culturales
Usó ampliamente las redes sociales:

‘Creo que las redes sociales cumplen una función de información que yo, personalmente, aprovecho y mucho para mi trabajo. También hay plataformas, como Tumblr, por ejemplo, fantásticas, con gente llena de talento.‘
Belén Bermejo

Colaboró en distintos programas culturales de RNE.

## Vida personal
Se definía a sí misma como feminista.
Escribía únicamente en el tipo de letra Times New Roman, y le gustaba leer los manuscritos en cuerpo 12 y a un espacio y medio.
Era gran aficionada a la pintura.
Sus bandas favoritas eran The Beatles, Bob Dylan, Nacho Vegas, McEnroe, León Benavente.
Uno de sus libros favoritos era Me acuerdo (1970) de Joe Brainard y se lo regaló a varios de los escritores que editaba.
Fue muy aficionada a las flores y las compraba todas las semanas.
Tenía un talante progresista y defendió la sanidad pública, la educación pública y el ingreso mínimo vital.
Murió el 27 de junio de 2020 en Madrid a causa del cáncer que padecía desde 2017.

## Obras
- 1999. CALLES VALES, J y BERMEJO MELÉNDEZ, B: Dichos y frases hechas. LIBSA. ISBN 978-84-7630-848-6.
- 1999. BERMEJO MELÉNDEZ, B: Las mejores adivinanzas. LIBSA. 978-84-7630-847-9
- 2000. CALLES VALES, J y BERMEJO MELÉNDEZ, B: Jergas, argot y modismos. LIBSA. ISBN 978-84-662-0112-4.
- 2001. CALLES VALES, J y BERMEJO MELÉNDEZ, B: Colección de poemas. LIBSA. ISBN 978-84-662-0187-2.
- 2009. BERMEJO MELÉNDEZ, B: Adivinanzas y acertijos. LIBSA. 978-84-662-2078-1
- 2011. CALLES VALES, J y BERMEJO MELÉNDEZ, B: Frases informales, jergas y argot. LIBSA.  ISBN 978-84-662-2078-1
- 2019. BERMEJO, Belén, Microgeografías de Madrid, Penguin Random House Grupo Editorial España, 2019, 112 pp. ISBN 8417809104, 9788417809102[19]